# La Esperanza (Argentine)
Pour les articles homonymes, voir La Esperanza.
La Esperanza est une ville et une municipalité argentine située dans le sud-est de la province de Jujuy et dans le département de San Pedro.

## Géographie et démographie
Elle est située dans la vallée du río San Francisco de Jujuy, à 25 km de la confluence des rio Grande et Lavayén, qui forment ensuite le rio San Francisco. La région bénéficie d'un climat subtropical humide, qui favorise la culture de la canne à sucre, du tabac et d'autres cultures tropicales qui constituent la principale source de subsistance économique de la région.
Elle comptait 5 195 habitants (Indec, 2010), contre 502 habitants (Indec, 2001) lors du précédent recensement.
Le chanteur folklorique Zamba Quipildor est né ici en 1943.

## Religion
- Église catholique : Nuestro Señor de la Buena Esperanza[1]